# 睡眠自动分期
睡眠自动分期是指利用计算机算法或人工智能技术来对睡眠过程中的不同阶段进行识别和分类的方法。睡眠分期是睡眠质量评估和睡眠相关疾病诊断的重要依据，但传统的人工分期方法耗时费力，且存在主观差异。因此，睡眠自动分期具有重要的临床意义和研究价值，帮助医生诊断睡眠障碍、提高睡眠质量、优化睡眠周期等。
睡眠自动分期的基本原理是利用多导联或单导联的多生理信号（如脑电图、心电图、肌电图等）作为输入，提取信号的时域、频域或时频域特征，然后使用机器学习或深度学习等算法来训练和测试分类模型，最后输出每个时段（通常为30秒）的睡眠阶段标签。睡眠阶段的标准有多种，其中最常用的是美国睡眠医学会（AASM）制定的标准，将睡眠分为觉醒、快速動眼期（REM）和非快速眼动睡眠（NREM）三大类，其中NREM又细分为N1、N2和N3三个阶段。
睡眠自动分期的主要挑战是如何处理信号的噪声、干扰和不平衡性，以及如何提高模型的泛化能力和鲁棒性。目前，已经有许多研究者提出了各种各样的方法来解决这些问题，例如使用数据增强、特征选择、集成学习、卷积神经网络、循环神经网络等技术。这些方法在不同的数据集上都取得了一定的效果，但是仍然有改进的空间和潜力。

## 人工手动睡眠分期

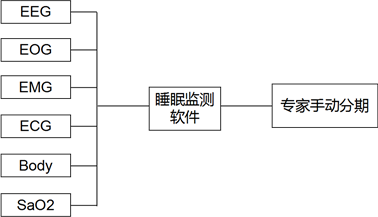
专家人工睡眠分期过程

在临床诊断上，睡眠分期主要由专家进行手工分期，在分期过程存在主观偏差和不一致性等，且整晚睡眠的时间较长，导致手工睡眠分期效率低且错误率高 。人工分期会受到分期标准、个体差异、培训指导 等多方面的主观或客观条件的影响，而计算机进行的睡眠自动分期，不仅可以解决上述诸多问题，还可以将医师从繁重的分期工作中解放出来。
睡眠分期是睡眠研究工作的基础，所以快速准确地进行睡眠的自动分期就尤为重要。目前，进行睡眠自动分期主要有两种办法，一种是基于统计规则的睡眠自动分期，另一种是基于深度学习的端对端睡眠自动分期研究方法。

## 睡眠自动自动分期规则

### 典型的睡眠特征波
脑电信号的频率一般在0.5~30 Hz。一般会按照频率、波幅的范围进行对脑电波进行分类，以此来表示睡眠过程中出现的各种特征波形。典型的睡眠特征波如下列表：
1. β波：常见于清醒期，频率大于13 Hz，没有标准的振幅和形态。
2. α波：常见于安静时闭眼状态和REM时期，频率在8~13 Hz。睁眼时消失。没有标准的振幅和形态，往往表现为渐变状。老年人的频率和振幅降低。主要出现在枕部的EEG中。
3. θ波：常见于N1期的后期，频率在4~7 Hz之间，没有标准的振幅和形态，振幅通常大于50 uV。有时是短阵高压电波。在中央部位很明显。
4. 颅顶尖波：常见于N1睡眠期后期，外形尖锐，与背景是明显不一样的。没有一定标准的振幅和形态，持续时间通常小于0.5秒。
5. 睡眠纺锤波：常见于N2，N3时期，有着规则的外形，频率为11~16 Hz (通常是12~14 Hz)，时间一般都会大于0.5秒，主要位于中央部。
6. K复合波：常见于N2期，是N2期的特征性电波。没有标准的频率，在背景中很突出，有一个标准的形状：先是一个向上的负向波紧接着一个向下的正向波。时间大于0.5秒。通常在颈部是最明显的。
7. δ波：常见于慢波睡眠中，频率在0.5~2 Hz，通常情况下，振幅大于75 uV，出现在N2期的时候，所占比例低于20%，如果出现在N3时期，所占比例大于20%。
8. 锯齿波：常出现于REM时期，频率在3~7 Hz，形状为尖锐的三角形波。值得一提的是，REM时期的锯齿波其实就是θ波。

### 成年人睡眠的分期规则
如下：
W期：在一个人的清醒状态下，EEG通常有两种表现，一种是低电压混合波，频率在16~25 Hz。第二种是α波。当α波出现而且占的比例高于50%时，就可以判断这一时期是睡眠清醒期。即使没有出现α节律或者说出现的α节律不清晰，但如果出现了清晰的眨眼或者阅读性的眼球运动，或者快速的眼球运动，也就是不规律呈现尖峰状的眼电运动，也可以判读为清醒期。
N1期睡眠：这一时期的睡眠是清醒期到其他睡眠时期的过渡阶段，也是睡眠时期出现体动后到再次入睡的过渡阶段。当α波所占的比例已经不超过50%，背景波是低波幅混合波的时候，就可以将此一时期判读为N1期。如果没有出现明显的α波，但是出现了范围在4~7 Hz的脑电波，或者是出现了颅顶尖波以及明显的眼球运动，都可以判别是N1期睡眠。
N2期睡眠：这一时期的特征是出现睡眠纺锤波以及非觉醒相关K复合波。当出现一个睡眠纺锤波或者K复合波，将此时期判读为N2期睡眠。此一时期内，眼球运动已经很少，肌电活动已经比清醒时低很多。N2期结束之后如果出现了觉醒的情况，则判读为N1期。
N3睡眠期：当δ波出现的比例高于20%，可判读为N3时期，这一时期内，睡眠纺锤波可能持续出现，已经没有眼球运动，肌电活动水平达到最低。
REM睡眠期：这一时期内，出现了低电压的θ波，低频率的α波(但是会比清醒时期的α波慢1~2 Hz)，并且会有一定数量的锯齿波的出现 。可以观察到快速眼球运动。肌肉的活动水平则会达到整个晚上的最低水平。几乎接近于一个平坦的状态。总体来说，当出现了低波幅混合波，低的肌肉活动水平以及快速的眼球运动就可以将这一时期判读为REM睡眠期。这一时期之后，可以过渡到W期或者N3时期，如果没有出现慢速眼球运动，肌肉的水平依然是低状态，继续判读为R期。睡眠时期与特征脑电的关系如下表所示。
| 期别 | 特征波                                                   |
| W    | Alpha (8~13 Hz), Beta (12~30 Hz)                         |
| N1   | Theta (4~8 Hz)                                           |
| N2   | Spindle (12~14 Hz), K Complex (1 Hz)                     |
| N3   | Delta (0.5~2 Hz)                                         |
| REM  | Alpha (8~13 Hz), Beta (12~30 Hz), Sawtooth Wave (2~6 Hz) |

## 睡眠分期的发展

### 脑电信号与EEG监测
脑电(electroencephalogram, EEG)信号是大脑内同步神经元活动产生的微伏级电信号，其波幅一般不会超过200 uV，包含生理和行为两方面的特征信息 。
十九世纪之前，睡眠的研究几乎处于空白状态。到了十九世纪，各种睡眠理论开始涌现，脑电图等电生理技术被应用于睡眠研究。1928年，德国学者发现人在睡眠状态和觉醒时，其脑电信号的变化节律不同。1937年，基于脑电图，睡眠被分为5个时期。
1953年，Aserinsky和Kleitman发现了睡眠中眼球的快速转动，即快速眼动睡眠期(Rapid Eye Movemrnt, REM)被发现。随后，为了能够对睡眠进行定量分析研究，R&K标准被制定。这一标准由Rechtsehafen与Kales于1968年提出。R&K标准对睡眠中出现的6个阶段进行划分。除了清醒期(Wake, W)，睡眠可以分为快速眼动睡眠相(Rapid Eye Movemrnt, REM)和非快速眼动睡眠相(Non-Rapid Eye Movement, NREM)。其中，非快速眼动期又可以分为睡眠一期(S1)到睡眠四期(S4)四个时期。其中S1和S2为浅睡眠，S3和S4为深睡眠。

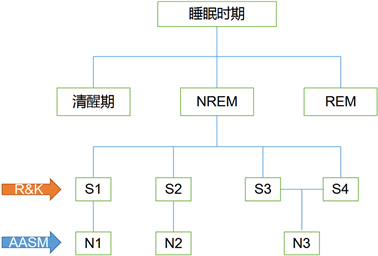
R&K睡眠分期标准和AASM睡眠分期标准关系图

目前国际上普遍采用2007年美国睡眠医学会(The American Academy of Sleep Medical, AASM)修正过的R&K睡眠分期标准——AASM睡眠分期标准并正式发布于《睡眠及相关事件判读手册》。该手册首次规范化了睡眠相关规则术语和判别方法，这具有划时代的重要意义。这一判读标准将原有的六个睡眠时期变更为5个 。将睡眠过程修改为清醒期(W)、浅睡期(N1、N2)、深睡期(N3)、和快速眼球运动期(REM) 。
一个神经元的电位变化很微小，但是大量的神经元细胞在同一时间发生变化，就会形成明显引发大脑皮层的电位变化，出现明显脑电信号。通常情况下，脑电信号的波幅最大不会超过100 uV，这是一种极其微弱的信号。
因此脑电信号的监测需要特定的专业设备获取。专业医学领域，通常使用多导睡眠记录仪来完成这项工作。现阶段市场上的睡眠记录仪有很多，但是基本结构大同小异，一般由电极、信号放大器、存储器以及显示屏等组成。

### PSG多导睡眠仪收集
在临床应用中，通常使用多导睡眠仪(polysomnography, PSG)收集和记录患者的整晚脑电信号。PSG的电极放置采用国际标准的10~20系统电极放置法 ，即首先确定鼻根到枕骨部之间、两只耳朵左右方向之间的连线，两条直线的交点是Cz电极，从鼻子根部往后量大概10%的地方是FPz (额部中线)电极，从FPz再向后量每一个20%都放置一个电极，依次定义位置Fz、Cz、Pz以及Oz。大多数研究者选择FPz-Cz通道进行实验，因为该通道包含的脑电信息更为丰富，是脑电记录中的典型通道。
睡眠分期是从PSG监测到的生理信号中提取睡眠周期信息的过程。1968年，Rechtschaffen和Kales最早制定和出版了相对统一和标准的睡眠分期标准，即R&K判读规则 。它将睡眠分成了不同的阶段：清醒期(wake, W)、非快速眼动睡眠(non rapid eye movement, NREM)、快速眼动睡眠(rapid eye movement, REM)。其中NREM又被分为I~IV期，分别代表睡眠由浅入深过程的不同阶段。

### 睡眠自动分期公开数据库
常用于自动睡眠阶段分期的公开脑电数据库有六个。其中五个数据库可从PhysioNet上免费下载 
1. 睡眠集–欧洲数据格式(sleep-european data format, Sleep-EDF) [15]
2. 扩充的睡眠数据集(sleep-EDF database expanded, SLEEP-EDFx)
3. 睡眠心脏健康研究(the sleep heart health study, SHHS)[16]
4. 麻省理工学院贝斯以色列医院数据库(MIT-BIH) 和ISRUC-Sleep数据集 [17]
5. 蒙特利尔睡眠研究数据(the montrealarchive of sleep studie, MASS)需要获得许可下载[18]

| 数据集名称  | 获取地址                                                                   | 简介 |
| Sleep-EDF   | https://physionet.org/content/sleep-edf/1.0.0/ （页面存档备份，存于）      | 该数据集包含8例睡眠数据。扩展名为.rec和 .hyp的文件分别包含欧洲数据格式的原始脑 电信号及其注释文件。                                                 |
| Sleep-EDFx  | https://www.physionet.org/content/sleep-edfx/1.0.0/ （页面存档备份，存于） | 该数据集包含197例睡眠脑电图的数据，数据为EDF格式。包含来自Fpz-Cz和Pz-Oz电极位置的脑电信号、水平位置的眼电信号、肌电信号。                           |
| SHHS        | https://sleepdata.org/datasets/shhs （页面存档备份，存于）                 | 在SHHS中共有两期数据，分别包含5793名和2651名受试者的原始多导睡眠图数据。每个记录都有一个信号文件(.EDF)和历时注释(.XML)。                            |
| MIT-BIH     | https://physionet.org/content/slpdb/1.0.0/ （页面存档备份，存于）          | 该数据库包含超过80小时的四通道、六通道和七通道多导睡眠图记录，每个记录都有一个逐次注释的心电图信号，以及有关睡眠阶段和呼吸暂停的EEG和呼吸信号注释。 |
| ISRUC-Sleep | https://sleeptight.isr.uc.pt/?page_id=48 （页面存档备份，存于）            | 该数据集包含100例病人的PSG数据。 |
| MASS        | http://ceams-carsm.ca/en/MASS/ （页面存档备份，存于）                      | 该数据集包括200个完整夜晚的PSG记录。包括脑电、眼电、肌电等信号。                                                                                    |

## 基于深度学习的睡眠分期方法
近年来，深度学习技术的理论得到了极大的发展  ，而且随着计算机计算能力的加强以及GPU技术的出现，越来越多的深度学习项目取得了令人欣喜的成果 。
在睡眠分期方面，各种不同的神经网络也都取得了较高的分期准确率。由于睡眠脑电数据非平稳、非线性的特点，传统的机器学习方法需要研究人员在分期过程中进行干预，而神经网络能够很好地解决此类问题，因而越来越多的研究者将神经网络技术应用于睡眠的自动分期任务中。神经网络应用于睡眠分期时，输入以及网络结构是两个重要方向。

### 神经网络输入
在基于深度学习的睡眠自动分期方法中，分类器的输入数据有两种不同的情况，分别是输入单通道的脑电数据，以及多通道的睡眠体征参数，包括睡眠脑电数据、睡眠眼电数据、肌电数据以及呼吸数据等。其中，由于睡眠多导记录仪会记录多个通道的脑电数据，各研究者采用的通道也会有所不同。Imtiaz等人输入单通道脑电数据设计了睡眠自动分期的可穿戴设备 ，Wei等人输入脑电数据中的Fpz-Cz通道数据，得到了84.5%的分期准确率 。

### 神经网络分类器
深度学习技术可以从训练数据中自动提取数据特征用于分类，并能随着数据量的增加提高模型的性能，使其分类结果更加精确、高效，在自动睡眠分期研究方面取得了较好结果。
常用的基于深度学习自动睡眠方法包括3类：
1. 卷积神经网络模型(convolu-tionalneural network, CNN)
2. 多层神经网络模型(recurrent neural network, RNN)
3. 混合神经网络模型(hybrid neural networks)

#### 卷积神经网络

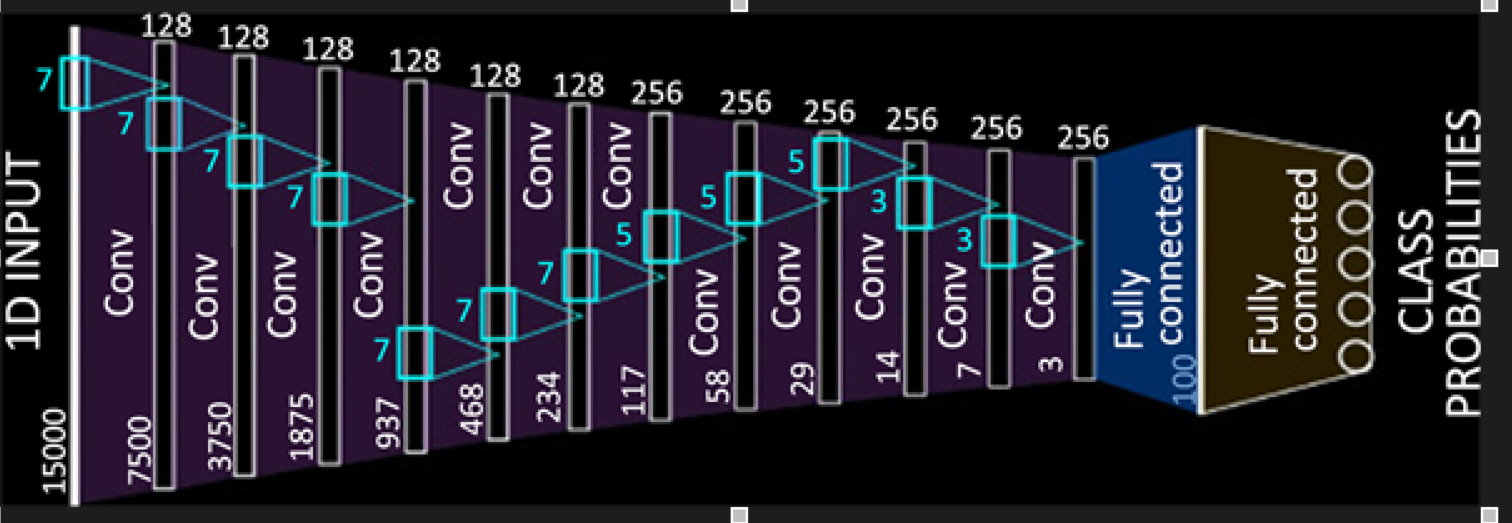
卷积神经网络示意图

卷积神经网络(convolutional neural network, CNN)是至少具有一个卷积层的前馈神经网络，主要有卷积层、池化层、全连接层组成，被广泛应用于图像处理领域。  卷积神经网络在图像识别、模式识别任务中表现优异   ，是现阶段使用最广的一种神经网络。
一般情况下，CNN应用于二维或三维的矩阵，由于睡眠脑电数据是一维时间序列。Arnaud Sors等人  提出应用于睡眠分期的一维卷积网络。在每一卷积层中，都包含了卷积操作和池化操作。其中，卷积层负责提取图像中的局部特征；池化层用来大幅降低参数量级；全连接层类似传统神经网络的部分，用来输出想要的结果 。相比其他神经网络模型，卷积网络的特征提取能力更强，而且相对易于训练。CNN也是最先应用于脑电信号领域的深度学习模型。
由于脑电信号在采集过程中会使用多个通道，所以很多研究将多通道脑电信号映射为二维(two-dimensional, 2D)或三维(three-dimensional, 3D)图像，以便于采用CNN进行模型构建。
Tsinalis等人构建具有两对卷积层和池化层，两个全连接层的CNN模型，结合Softmax函数，实现了正常睡眠阶段的自动分期。
Zhu等将注意力机制引入了CNN网络中共同执行自动睡眠分期，模型使用Sleep-EDF数据集实现了93.7%的总体准确性。然而，当对扩展的Sleep-EDFx数据库中的EEG信号进行测试时，同样的模型只获得了82.8%的准确性。Zhang等构建具有五层CNN结构的神经网络模型，使用临床收集的数据集，实现了96%的总体准确性。但是，这种准确性是通过使用私人临床数据集实现的，当他们使用Sleep-EDF数据集评估模型的性能时，总体准确率达到了86.4%，这低于Zhu等的模型。为了避免因更有效的捕捉特征而增加网络深度引起的梯度消失问题，Zhu等和Cui等选择使用层数较少的CNN模型，通过使用注意力机制和多尺度熵中的细粒度段来增加模型特征提取能力，从而获得较高的睡眠阶段分类性能。

#### 递归神经网络

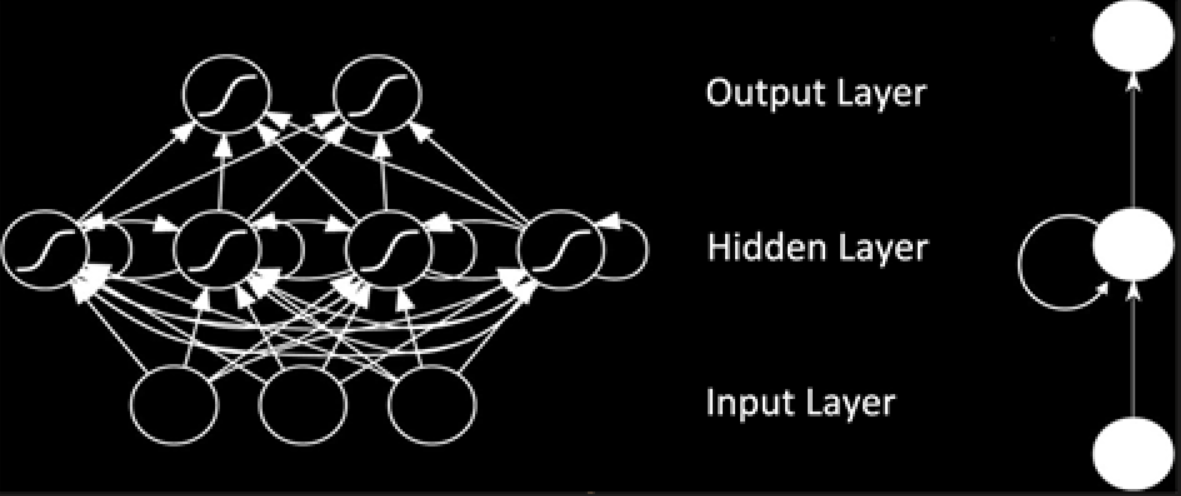
递归神经网络图

在诸多的神经网络之中，大部分网络只有一个前向的传播过程，数据向前流动。然而在睡眠分期的AASM规则中明确提到，各个睡眠时期之间并不是独立的，每一个睡眠时期都与其之前和之后的睡眠阶段相联系，所以一种能捕捉这种前后关联关系的网络被应用于睡眠的自动分期，这就是递归神经网络。递归神经网络捕捉睡眠时期的关联性。Hsu等人  采用了递归神经网络对睡眠进行自动分期。
该网络是一个三层网络结构，分别是输入层、隐含层以及输出层。在Hsu等人的实验中，输入层输入的是提取的睡眠脑电的能量特征，隐含层中由激活函数对输入的特征数据进行计算。最后一层是输出层，输出层输出每一个输入属于某一睡眠时期的概率分布，神经元的个数与睡眠时期数相同，并将输入定义为概率最高的神经元。该网络的分期最终准确率达到87.2%。

#### 多层神经网络
CNN虽然能充分挖掘数据的时频域特征，但无法提取数据间的时序特征，而EEG信号是具有高度随机性的非线性时间序列数据 ，不仅包含时频域特征，还包含时序特征。多层神经网络模型(recurrent neural network, RNN)正是用于处理时间序列数据的网络，其在自然语言处理、机器翻译等领域获得了广泛应用 。多层人工神经网络训练集小、运算速度快同时又能很好地处理非线性以及非平稳信号，很适合应用于睡眠的自动分期任务之中。M. Emin Tagluk等人利用多层感知器神经网络用来对睡眠进行自动分期。
通常神经网络由一个输入层、一个输出层和一个或多个隐藏层组成，这些隐藏层由神经元组成，这些神经元将前一层产生的输出累加起来，再乘以神经元的加权向量。然后，每个单元或节点产生一个带有非线性传递函数的输出，称为激活函数。
为了能够充分利用脑电信号的时序信息，一些研究采用 RNN来构建自动睡眠分期模型。Hsu等采用Elman网络结构，构建4层RNN网络模型，成功地对睡眠的各个阶段进行了分类，实现了模型最佳性能，总体准确率为87.2%。然而由于传统RNN模型容易产生梯度消失等问题，无法学习长期依赖关系，且训练效率低下，所以研究者们大多使用RNN的变体网络，如长短期记忆(longshort-termmemory, LSTM)网络和双向长短期记忆网络(bi-directional long short-term memory, BiLSTM)等。这些网络不仅能有效挖掘脑电数据中的时序特征，还解决了梯度消失问题。Michielli等人提出了一个具有2个LSTM单元的级联RNN网络，获得了类似的86.7%的精度。BiLSTM是LSTM的一种变体，相比于单向LSTM而言，BiLSTM能够同时利用过去时刻和未来时刻的信息，比单向LSTM获得更准确的预测效果。这在自动睡眠分期过程中是合理的，因为专家在睡眠分期过程中，不仅要考虑这一帧的数据信息，还要考虑前后帧对其的影响。You等将BiLSTM应用于所提出的模型，将模型的整体准确率提高了约1%，达到了81.6%，所提出的模型的参数测量值仅为0.31 MB，是DeepSleepNet  的5%，但其性能与DeepSleepNet相似。Fu等人整合BiLSTM网络，使用单一EEG通道获得了总体83.78%的分类精度。

#### 混合神经网络
上述的实验方法都是单一神经网络用于睡眠分期，然而，每一种单独的网络在有其优势的同时，也会有一定的局限。最简单的前向神经网络训练速度快、方法简单，但是分期的准确率不高。卷积神经网络能够提取脑电信号的时频特征，然而却不能挖掘出睡眠时期之间的关系。递归神经网络虽然能够挖掘各个睡眠时期的关系，但是其缺点也很明显，一是特征提取的不确定性，二是训练速度慢，很难收敛，在数据量很大的时候需要很长的时间。 

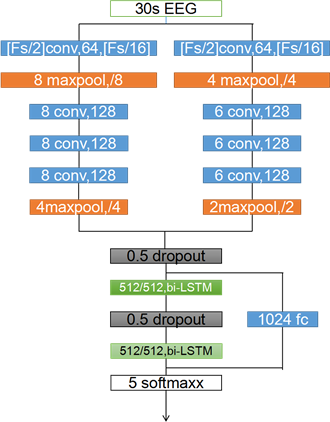

Akara Supratak等人提出一种新的用于睡眠分期的网络：Deepsleepnet  ，该网络用两个卷积神经网络来提取脑电数据的时频特征，使用长短时记忆神经网络(Long-Short Term Memory Neural Network, LSTM)  提取不同睡眠时期之间的关联。
由于在训练的过程中，长短时记忆神经网络需要很长时间收敛，于是对网络加入了一个预训练的过程。首先在两个卷积神经网络之后加一个softmax层用于分类，进行预训练。然后将训练好的卷积神经网络加上长短时记忆网络。引入预训练后，网络的训练速度大大提高。
DeepsleepNet网络的分期总体准确率达到82.0%，是一个可以接受的结果，另外，由于该网络的层数较少，对分期的结果有一定的影响，如果增加网络的复杂性，准确率应该也会有所提升。为了充分利用卷积神经网络在特征选择、提取方面的良好性能，循环神经网络处理具有时序信息数据时的独特优势，进一步提高自动睡眠分期模型的性能，很多研究者提出了将两者相结合的深度模型，这也是最近研究的热点工作  。
Amelia等构建了包含三个卷积层和两个LSTM层的深度学习模型，对低质量双通道脑电数据的验证准确率为74% (±10%)，在黄金标准PSG上实现了77% (±10%)的验证准确率。Zhao等 搭建一维CNN-LSTM模型，使用Fpz-Cz通道获得了93.47%的分期准确率。为了在特征提取中充分考虑局部特征，并且区分关键和非关键局部特征的重要性，Tingting等 在由CNN和BiLSTM组成的CAttSleepNet模型中加入了注意力机制，加强EEG信号局部和全局上下文相关性特征，在Sleep-EDF和Sleep-EDFx数据集上均获得了优于其它模型的实验结果。
除去上面的网络之外，杨鑫等人的双向递归神经网络的分期准确率达到了95%  ，魏良洁等人分别采用CNN以及CNN-LSTM模型的分期准确率都达到了80% ，张秀丽等人采用LSTM-RNN模型取得了81.2%的结果 ，
| 文献 | 文献类型 | 数据库     | 预处理         | 网络      | 准确率(%) |
| 1    | 中文     | Sleep-EDF  | 去除过多清醒期 | Bi-RNN    | 95.0      |
| 2    | 中文     | Sleep-EDF  | ×              | CNN       | 86.9      |
| 3    | 中文     | 福建某医院 | ×              | CNN       | 82.0      |
| 4    | 中文     | 图宾根大学 | ×              | LSTM-RNN  | 81.9      |
| 5    | 中文     | Sleep-EDF  | ×              | CNN-LSTM  | 80.0      |
| 6    | 英文     | Sleep-EDF  | 滤波           | RNN       | 87.2      |
| 7    | 英文     | Sleep-EDF  | ×              | 2CNN-LTTM | 82.0      |
| 8    | 英文     | Sleep-EDF  | ×              | CNN       | 74.8      |
| 9    | 英文     | 自行采集   | 滤波           | NN        | 74.7      |

## 基于统计规则的睡眠分期
基于统计规则的睡眠自动分期方法中，研究的重点主要包括数据预处理、提取特征、选择分类器三个主要的过程。这种方法将研究的重点放在特征和分类器的选择方面。

### 数据预处理
在睡眠脑电的监测过程中，通常会受到心电、肌电、眼电以及环境噪音的影响  ，为了能够排除噪音对于睡眠分期结果的影响，需要对数据进行一定程度的预处理。在医学研究中，关注的脑电频率范围在0.5~35 Hz之间，低于或高于这一频率范围的脑电波通常被视为噪音处理，这些噪音会对睡眠分期的结果产生很大的影响。通常情况下，要对数据进行滤波操作。吕甜甜等对脑电数据进行了降噪处理，采用“db4”小波对原始EEG进行7层分解，采用中值滤波法对呼吸信号进行去噪处理，得到较纯净的信号。叶仙等对脑电数据进行滤波，滤波的带通为0.5~35 Hz。Berg和scherg等人则采用主成分分析法去除睡眠脑电中的伪迹  ，Lagerlund等人则对此技术进行了改进，使计算量大大减少  。Scott makeing等人将主成分分析法应用于去除伪迹，成功去除了干扰信号。Jung等对比了几种分析方法，结果证明，主成分分析法能够有效去除各种伪迹  。

### 特征提取
在基于统计规则的睡眠自动分期研究中，特征的提取对于分期结果准确率有着很大的影响，选择不同的特征，分期的结果也会有很大的不同。生理信号的复杂度是目前阶段抽取的主要特征，包括脑电信号的近似熵、样本熵、多尺度熵以及精细度多尺度熵等。
Koupparis等人结合短时傅里叶变换，提取睡眠脑电数据的时频信息作为输入，以半自动的方式有效地区分出W期、REM期以及N1期 。刘慧等利用睡眠通道的模糊熵作为特征进行睡眠的自动分期，分期的准确率达到了87.1%  ，范文兵等则选取了相对能量均值以及多尺度熵两种特征，取得了85.81%的分期准确率 ，周鹏等使用主成分分析法提取时频特征以及非线性动力学特征，正确率达到89.9% 。See等则选用信号的样本熵作为特征输入到分类器 。Costa等人则发现多尺度熵能够区分不同睡眠时期之下的差异性  。
上海交通大学的叶仙等人选择准确性和有效性都更高的精细多尺度熵方法解析睡眠过程中的脑电信号复杂度，并获取通道信号的多尺度熵，以精细度多尺度熵为输入特征分类中，模型的总体准确率达到了85.3%。
上述方法提取的特征是单个特征，另一种思路是多个特征的组合作为特征。B.Koley等人选取了从时域、频域到非线性特征的39个特征进行睡眠的自动分期 。

#### 时域
在Koley等人的实验中，分别从时域、频域以及非线性方向提取特征。在时域特征中，提取出从一阶到四阶的特征，这些特征分别是均值、方差、偏度以及峰度。这些特征分别表示出了脑电数据的集中趋势、离散度以及不对称性和峰值   。除此之外，脑电信号通过平均值参考线的次数定义为过零率  ，这个特征参数能很好区分睡眠纺锤波。Hjorth参数则反映了脑电信号的活动性和复杂性  。

#### 频域
在频域方面，经过小波变换，不同频率的特征波的功率谱以及功率比 。都取得了很好的结果。另一个有效的频域特征是韦尔奇谱估计。在非线性特征中，有效性相关维度、李雅普诺夫指数、近似熵、去趋势波动分析、Higuchi分形维数也都是典型的特征 。
除去上面所述的特征中，在Koley的实验中一共使用了39个不同维度的特征，得到了85.72%的准确率。

### 分类器的选择
在基于统计规则的睡眠分期中，第一个重点是特征提取，另一个重要步骤是分类器的选择。常用的分类器有线性判别、贝叶斯方法、人工神经网络以及支持向量机等几种方法。其中人工神经网络由于是一种与其他分类器明显不同的方法，将在第四章中单独介绍。

#### 支持向量机
叶仙等人实验中分类器选择支持向量机(Support Vector Machine, SVM) ，由于支持向量机的本质是一个二分类器，而睡眠分期的任务要完成五分类，所以设置了多层次SVM分类器。

#### 随机森林
Fraiwan等人选用随机森林作为分类器  ，随机森林是通过构造多棵决策树完成的，每一棵树都会给出一个分期结果，最终的结果由所有树的结果综合而成。在随机森林分类器中，每一棵树都相当于一个弱分类器，随机森林则是多个弱分类期组合而成的强分类器。构造随机森林的步骤如下：首先，构造每一棵树，构造树的时候可以采用随机树、CART、C4.5等不同的决策。其次为每一棵树准备训练集，训练集中的数据采用采样的形式得到。然后训练每一棵树，对于每一棵树，Fraiwan等人都输入了四个不同的特征，而且输入特征的过程是完全随机的，这可以保证分类器对于噪音的敏感性降到最低。最后将所有的树组合成为随机森林分类器。随机森林的输出取决于每一棵树的结果。Fraiwan等人的实验取得了83%的分类准确率。

#### 相关向量机
与支持向量机相似的一种分类器是相关向量机，与支持向量机相比，相关向量机的解更稀疏，泛化能力也能好。沈跃、刘慧等人利用相关向量机结合二叉树的思想对睡眠进行自动分期，取得了比支持向量机更好的结果  。

#### RVM睡眠分期二叉式模型

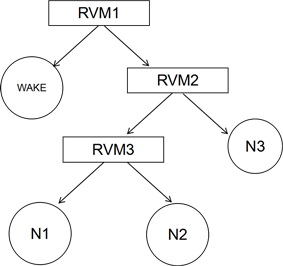
RVM睡眠分期二叉式模型

在刘跃等人的实验中，利用训练数据集，训练相关向量机的预测以确定向量机的核函数。由于标准的相关向量机适用于二分类任务，而睡眠的分期是一个多分类任务，与支持向量机的方法相似，采用二叉树思想对睡眠阶段进行逐层分期。
在刘跃等人的实验中，只进行了四个时期的分期工作，其中不包含REM睡眠时期。以相关向量机作为分类器的分期准确率将达到89.00%。这个结果已经接近于人类专家的分期水平。
除上述方法之外，Weiss、Sirvan等人采用线性判别  ，李谷等提取脑电信号不同频段的能量特征，使用最近邻分类器，得到了81.7%的准确率  。

### 总结各个模型表现
| 文献 | 文献类型 | 数据库      | 预处理           | 特征提取                | 分类器     | 准确率(%) |
| 1    | 中文     | Sleep-EDF   | ×                | 样本熵                  | 相关向量机 | 89.0      |
| 2    | 中文     | Sleep-EDF   | 滤波             | 主成分分析              | 支持向量机 | 87.1      |
| 3    | 中文     | Sleep-EDF   | 滤波             | 多尺度熵                | Bp网络     | 85.8      |
| 4    | 中文     | Sleep-EDF   | 滤波             | 精细多尺度熵            | 支持向量机 | 85.3      |
| 5    | 中文     | Sleep-EDF   | ×                | 模糊熵                  | 支持向量机 | 83.0      |
| 6    | 英文     | 海德堡大学  | 归一化、基线漂移 | Hilbert-Huang Transform | 随机森林   | 83.0      |
| 7    | 英文     | Sleep-EDF   | ×                | 时频                    | 自编码器   | 78.9      |
| 8    | 英文     | ISRUC-Sleep | ×                | 时频等                  | softmax    | 74.9      |
| 9    | 英文     | ISRUC-Sleep | ×                | 时频等                  | K-NN       | 73.3      |
| 10   | 英文     | 圣保罗大学  | ×                | 小波                    | 支持向量机 | 72.3      |

1. ↑  Mousavi, Sajad; Afghah, Fatemeh; Acharya, U. Rajendra. . PLOS ONE. 2019-05-07, 14 (5)  [2023-06-05]. ISSN 1932-6203. PMC 6504038 . PMID 31063501. doi:10.1371/journal.pone.0216456. （原始内容存档于2023-07-11） （英语）.
2. ↑  Clements-Cortes, A and Kim, C.T. . Canadian Music Educator. 2017, 58: 33–36.
3. ↑  祝宇虹,; 张忠奎; 李满天. . 机械与电子. 2010, 6: 3-7.
4. ↑  徐, 富献. . Biophysics. 2019, 07 (03)  [2023-06-05]. ISSN 2330-1686. doi:10.12677/BIPHY.2019.73004. （原始内容存档于2023-06-06）.
5. 1 2
6. ↑  Hassan, Ahnaf Rashik; Bhuiyan, Mohammed Imamul Hassan. . Biomedical Signal Processing and Control. 2016-02-01, 24. ISSN 1746-8094. doi:10.1016/j.bspc.2015.09.002 （英语）.
7. ↑  Casson, Alexander J.; Yates, David C.; Smith, Shelagh J.M.; Duncan, John S.; Rodriguez-Villegas, Esther. . IEEE Engineering in Medicine and Biology Magazine. 2010-05, 29 (3)  [2023-06-05]. ISSN 1937-4186. doi:10.1109/MEMB.2010.936545. （原始内容存档于2023-03-27）.
8. ↑  王菡侨. . 诊断学理论与实践. 2009-12-25, 8 (06)  [2023-06-05]. ISSN 1671-2870. doi:10.16150/j.1671-2870.a1626. （原始内容存档于2023-06-05） （中文）.
9. 1 2  Supratak, Akara; Dong, Hao; Wu, Chao; Guo, Yike. . IEEE Transactions on Neural Systems and Rehabilitation Engineering. 2017-11, 25 (11)  [2023-06-05]. ISSN 1558-0210. doi:10.1109/TNSRE.2017.2721116. （原始内容存档于2023-05-31）.
10. ↑  Berry, Richard B.; Budhiraja, Rohit; Gottlieb, Daniel J.; Gozal, David; Iber, Conrad; Kapur, Vishesh K.; Marcus, Carole L.; Mehra, Reena; Parthasarathy, Sairam; Quan, Stuart F.; Redline, Susan. . Journal of clinical sleep medicine: JCSM: official publication of the American Academy of Sleep Medicine. 2012-10-15, 8 (5)  [2023-06-05]. ISSN 1550-9397. PMC 3459210 . PMID 23066376. doi:10.5664/jcsm.2172. （原始内容存档于2023-06-05）.
11. ↑  Kuo, Chih-En; Liang, Sheng-Fu. . 2011 IEEE Biomedical Circuits and Systems Conference (BioCAS). 2011-11  [2023-06-05]. doi:10.1109/BioCAS.2011.6107824. （原始内容存档于2022-01-23）.
12. ↑  . Electroencephalography and Clinical Neurophysiology. 1958-05-01, 10 (2). ISSN 0013-4694. doi:10.1016/0013-4694(58)90053-1 （英语）.
13. ↑  Allan Hobson, J. . Electroencephalography and Clinical Neurophysiology. 1969-06-01, 26 (6). ISSN 0013-4694. doi:10.1016/0013-4694(69)90021-2 （英语）.
14. ↑  Goldberger, Ary L.; Amaral, Luis A. N.; Glass, Leon; Hausdorff, Jeffrey M.; Ivanov, Plamen Ch.; Mark, Roger G.; Mietus, Joseph E.; Moody, George B.; Peng, Chung-Kang; Stanley, H. Eugene. . Circulation. 2000-06-13, 101 (23)  [2023-06-05]. ISSN 0009-7322. doi:10.1161/01.CIR.101.23.e215. （原始内容存档于2023-08-29） （英语）.
15. ↑  Kemp, B.; Zwinderman, A.H.; Tuk, B.; Kamphuisen, H.A.C.; Oberye, J.J.L. . IEEE Transactions on Biomedical Engineering. 2000-09, 47 (9)  [2023-06-05]. ISSN 1558-2531. doi:10.1109/10.867928. （原始内容存档于2023-05-10）.
16. ↑  Zhang, Guo-Qiang; Cui, Licong; Mueller, Remo; Tao, Shiqiang; Kim, Matthew; Rueschman, Michael; Mariani, Sara; Mobley, Daniel; Redline, Susan. . Journal of the American Medical Informatics Association. 2018-05-31, 25 (10). ISSN 1067-5027. PMC 6188513 . PMID 29860441. doi:10.1093/jamia/ocy064.
17. ↑  Khalighi, Sirvan; Sousa, Teresa; Santos, José Moutinho; Nunes, Urbano. . Computer Methods and Programs in Biomedicine. 2016-02-01, 124. ISSN 0169-2607. doi:10.1016/j.cmpb.2015.10.013 （英语）.
18. ↑  O'Reilly, Christian; Gosselin, Nadia; Carrier, Julie; Nielsen, Tore. . Journal of Sleep Research. 2014-12, 23 (6)  [2023-06-05]. doi:10.1111/jsr.12169. （原始内容存档于2023-06-05） （英语）.
19. ↑  Ramachandran, P., Zoph, B. and Le, Q.V. . 2018 International Conference on Learning Representations. Vancouver: 1–13. 2018-04-30 – 2018-05-03.
20. ↑  Bawaskar, N.P.  (学位论文). Portland: Portland State University. 2014.
21. ↑  Kurtanović, Zijad; Maalej, Walid. . 2017 IEEE 25th International Requirements Engineering Conference (RE). 2017-09  [2023-06-05]. doi:10.1109/RE.2017.82. （原始内容存档于2023-04-05）.
22. ↑  LeCun, Yann; Bengio, Yoshua; Hinton, Geoffrey. . Nature. 2015-05, 521 (7553)  [2023-06-05]. ISSN 1476-4687. doi:10.1038/nature14539. （原始内容存档于2023-06-05） （英语）.
23. ↑  Koch, H.; Jennum, P.; Christensen, J. A. E. . Sleep Medicine. 2017-12-01, 40. ISSN 1389-9457. doi:10.1016/j.sleep.2017.11.187 （英语）.
24. 1 2  魏良洁.  (学位论文). 北京: 北京交通大学. 2018.
25. ↑  Imtiaz, Syed Anas; Jiang, Zhou; Rodriguez-Villegas, Esther. . IEEE Journal of Solid-State Circuits. 2017-03, 52 (3). ISSN 1558-173X. doi:10.1109/JSSC.2017.2647923.
26. ↑  Wei, Liangjie; Lin, Youfang; Wang, Jing; Ma, Yan. . 2017 IEEE 29th International Conference on Tools with Artificial Intelligence (ICTAI). 2017-11  [2023-06-05]. doi:10.1109/ICTAI.2017.00025. （原始内容存档于2022-06-09）.
27. ↑  Ye, Fangfang; Xu, Sen; Wang, Ting; Wang, Zhangquan; Ren, Tiaojuan. . Computational Intelligence and Neuroscience. 2021-09-09, 2021  [2023-06-05]. ISSN 1687-5265. PMC 8445709 . PMID 34539771. doi:10.1155/2021/6168562. （原始内容存档于2023-06-06） （英语）.
28. ↑  Hu, Xiaofang; Shi, Wenqiang; Zhou, Yue; Tang, Hongan; Duan, Shukai. . Science China Information Sciences. 2021-05-20, 65 (1). ISSN 1869-1919. doi:10.1007/s11432-020-3031-9 （英语）.
29. ↑  Graves, A. and Schmidhuber, J. . Neural Networks. 2005, 18: 602–610. doi:10.1016/j.neunet.2005.06.042.
30. 1 2  Zhang, J.; Wu, Y. . Biomedical Engineering/Biomedizinische Technik. 2017, 63 (2): 177–190. doi:10.1515/bmt-2016-0156.
31. ↑  LeCun, Yann; Bengio, Yoshua. . . Cambridge, MA, USA: MIT Press. 1998-10-01: 255–258  [2023-06-05]. ISBN 978-0-262-51102-5. doi:10.5555/303568.303704. （原始内容存档于2023-06-08）.
32. ↑  Cecotti, Hubert; Graser, Axel. . IEEE Transactions on Pattern Analysis and Machine Intelligence. 2011-03, 33 (3). ISSN 1939-3539. doi:10.1109/TPAMI.2010.125.
33. ↑  Tsinalis, O. and Matthews, P.M. and Guo, Y. and Zafeiriou, S. . arXiv preprint arXiv:1610.01683. 2016-10-05  [2023-06-05]. （原始内容存档于2023-06-06）.
34. 1 2 3  Zhu, Tianqi; Luo, Wei; Yu, Feng. . International Journal of Environmental Research and Public Health. 2020-01, 17 (11)  [2023-06-05]. ISSN 1660-4601. PMC 7313068 . PMID 32532084. doi:10.3390/ijerph17114152. （原始内容存档于2023-06-06） （英语）.
35. ↑  Zhang, Xiaoqing; Xu, Mingkai; Li, Yanru; Su, Minmin; Xu, Ziyao; Wang, Chunyan; Kang, Dan; Li, Hongguang; Mu, Xin; Ding, Xiu; Xu, Wen. . Sleep and Breathing. 2020-06-01, 24 (2). ISSN 1522-1709. PMC 7289784 . PMID 31938990. doi:10.1007/s11325-019-02008-w （英语）.
36. ↑  Cui, Zhihong; Zheng, Xiangwei; Shao, Xuexiao; Cui, Lizhen. . Complexity. 2018-10-08, 2018  [2023-06-05]. ISSN 1076-2787. doi:10.1155/2018/9248410. （原始内容存档于2023-06-06） （英语）.
37. 1 2  Hsu, Y.-L.; Yang, Y.-T.; Wang, J.-S.; Hsu, C.-Y. . Neurocomputing. 2013, 104: 105–114. doi:10.1016/j.neucom.2012.11.003.
38. 1 2  Michielli, Nicola; Acharya, U. Rajendra; Molinari, Filippo. . Computers in Biology and Medicine. 2019-03-01, 106. ISSN 0010-4825. doi:10.1016/j.compbiomed.2019.01.013 （英语）.
39. ↑  Samaan, Gerges H.; Wadie, Abanoub R.; Attia, Abanoub K.; Asaad, Abanoub M.; Kamel, Andrew E.; Slim, Salwa O.; Abdallah, Mohamed S.; Cho, Young-Im. . Electronics. 2022-01, 11 (19)  [2023-06-05]. ISSN 2079-9292. doi:10.3390/electronics11193228. （原始内容存档于2023-06-06） （英语）.
40. 1 2  Tagluk, M. Emin; Sezgin, Necmettin; Akin, Mehmet. . Journal of Medical Systems. 2010-08-01, 34 (4). ISSN 1573-689X. doi:10.1007/s10916-009-9286-5 （英语）.
41. 1 2 3 4 5 6  Hsu, Yu-Liang; Yang, Ya-Ting; Wang, Jeen-Shing; Hsu, Chung-Yao. . Neurocomputing. 2013-03-15, 104. ISSN 0925-2312. doi:10.1016/j.neucom.2012.11.003 （英语）.
42. ↑  Supratak, Akara; Dong, Hao; Wu, Chao; Guo, Yike. . IEEE Transactions on Neural Systems and Rehabilitation Engineering. 2017-11, 25 (11)  [2023-06-05]. ISSN 1558-0210. doi:10.1109/TNSRE.2017.2721116. （原始内容存档于2023-05-31）.
43. ↑  Fathi, Y.; Erfanian, A. . Journal of Neural Engineering. 2019, 16: Article ID: 036023. doi:10.1088/1741-2552/ab0e51.
44. ↑  Hochreiter, Sepp; Schmidhuber, Jürgen. . Neural Computation. 1997-11-01, 9 (8). ISSN 0899-7667. doi:10.1162/neco.1997.9.8.1735.
45. ↑  Gers, Felix A.; Schmidhuber, Jürgen; Cummins, Fred. . Neural Computation. 2000-10-01, 12 (10). ISSN 0899-7667. doi:10.1162/089976600300015015.
46. ↑  Zhou, Wei; Zhu, Hangyu; Shen, Ning; Chen, Hongyu; Fu, Cong; Yu, Huan; Shu, Feng; Chen, Chen; Chen, Wei. . IEEE Transactions on Neural Systems and Rehabilitation Engineering. 2023, 31  [2023-06-05]. ISSN 1558-0210. doi:10.1109/TNSRE.2022.3220372. （原始内容存档于2023-05-10）.
47. ↑  Casciola, Amelia A.; Carlucci, Sebastiano K.; Kent, Brianne A.; Punch, Amanda M.; Muszynski, Michael A.; Zhou, Daniel; Kazemi, Alireza; Mirian, Maryam S.; Valerio, Jason; McKeown, Martin J.; Nygaard, Haakon B. . Sensors. 2021-01, 21 (10)  [2023-06-05]. ISSN 1424-8220. PMC 8151443 . PMID 34064694. doi:10.3390/s21103316. （原始内容存档于2023-06-06） （英语）.
48. ↑  Li, Tingting; Zhang, Bofeng; Lv, Hehe; Hu, Shengxiang; Xu, Zhikang; Tuergong, Yierxiati. . International Journal of Environmental Research and Public Health. 2022-01, 19 (9)  [2023-06-05]. ISSN 1660-4601. PMC 9104971 . PMID 35564593. doi:10.3390/ijerph19095199. （原始内容存档于2023-06-05） （英语）.
49. 1 2  杨, 鑫; 吴, 之南; 钱, 松荣. . 微型电脑应用. 2017, 33 (1): 42–45.
50. 1 2  张, 秀丽; 夏, 斌. . 微型机与应用. 2017, 36 (17): 88–91.
51. ↑  金, 欢欢; 尹, 海波; 何, 玲娜. . 计算机科学. 2019, 46 (3): 242–247.
52. ↑  王, 抒伟; 徐, 富献; 帅, 建伟. . 生物物理报. 2019, 7 (2): 11–25.
53. ↑  魏良洁.  (学位论文). 北京: 北京交通大学. 2018.
54. ↑  Supratak, A.; Dong, H.; Wu, C.; Guo, Y. . IEEE Transactions on Neural Systems and Rehabilitation Engineering. 2017, 25: 1998–2008. doi:10.1109/TNSRE.2017.2721116.
55. ↑  Tsinalis, O.; Matthews, P. M.; Guo, Y.; Zafeiriou, S.  (PDF). arXiv preprint arXiv:1610.01683. 2016  [2023-06-05]. （原始内容存档 (PDF)于2020-08-30）.
56. 1 2  吕甜甜, 王心醉, 俞乾, 贾朋飞, 陈骁, 吴成雄. . 计算机应用. 2017, 37 (z2): 313–317.
57. 1 2 3 4  韩敏, 孙卓然. . 计算机应用. 2015, 35 (9): 2701–2705+2709.
58. ↑  Berg, P. and Scherg, M. . Electroencephalography and Clinical Neurophysiology. 1991, 79: 36–44. doi:10.1016/0013-4694(91)90154-V.
59. ↑  Anemüller, J., Sejnowski, T.J. and Makeig, S. . Neural Networks. 2003, 16: 1311–1323. doi:10.1016/j.neunet.2003.08.003.
60. ↑  Anemüller, J.; Sejnowski, T.J.; Makeig, S. . Neural Networks. 2003, 16 (10): 1311–1323. doi:10.1016/j.neunet.2003.08.003.
61. ↑  Jung, T.P.; Humphries, C.; Lee, T.W.; Makeig, S.; Mckeown, M.J.; Iragui, V.; Sejnowski, T.J. . . Cambridge: 63–72. 2 September 1998. doi:10.1109/NNSP.1998.710633.
62. ↑  Koupparis, A.M.; Kokkinos, V.; Kostopoulos, G.K. . Journal of Neuroscience Methods. 2014, 221: 189–195. doi:10.1016/j.jneumeth.2013.10.010.
63. ↑  Liu, H.; Xie, H.; He, W.; Wang, Z. . Data Acquisition and Processing. 2010, 25 (4): 484–489 （中文）.
64. ↑  Fan, W.; Liu, X.; Zhao, Y. . Computer Applications. 2017, 37 (z2): 318–321 （中文）.
65. 1 2  Zhou, P.; Li, X.; Zhang, Y.; Ming, D.; Dong, X.; Xue, R.;  et al. . Journal of Biomedical Engineering. 2013, 30 (6): 1176–1179 （中文）.
66. ↑  See, A.R.; Liang, C.K. . . Singapore: 1–4. 3–5 August 2011.
67. ↑  Costa, M.; Goldberger, A.L.; Peng, C.-K. . Physical Review E. 2005, 71 (2): 021906. doi:10.1103/PhysRevE.71.021906.
68. 1 2 3  Hassan, A.R.; Bhuiyan, M.I.H. .  42: 1186–1195. 2016.
69. ↑  Zoubek, L.; Charbonnier, S.; Lesecq, S.; Buguet, A.; Chapotot, F. . Biomedical Signal Processing and Control. 2007, 2 (4): 171–179. doi:10.1016/j.bspc.2007.05.005.
70. ↑  Jobson, J. . Technometrics. 2002, 44 (4): 407. doi:10.1198/tech.2002.s92.
71. ↑  Smith, J.R. . Medical Instrumentation. 1980, 14 (6): 319–321.
72. ↑  Charbonnier, S.; Zoubek, L.; Lesecq, S.; Chapotot, F. . Computers in Biology and Medicine. 2011, 41 (5): 380–389. doi:10.1016/j.compbiomed.2011.04.001.
73. ↑  Redmond, S.J.; Heneghan, C. . IEEE Transactions on Biomedical Engineering. 2006, 53 (3): 485–496. doi:10.1109/TBME.2005.869773.
74. ↑  Knott, J.R.; Gibbs, F.A.; Henry, C.E. . Journal of Experimental Psychology. 1942, 31 (5): 465–477. doi:10.1037/h0058545.
75. ↑  Larsen, L.E. and Walter, D.O. . Electroencephalography & Clinical Neurophysiology. 1970, 28: 459–467. doi:10.1016/0013-4694(70)90271-3.
76. ↑  Latchoumane, C.F.V. and Jeong, J. . IEEE Transactions on Bio-Medical Engineering. 2009, 58: 1084–1093. doi:10.1109/TBME.2009.2034840.
77. ↑  Higuchi, T. . Physica D: Nonlinear Phenomena. 1988, 31: 277–283. doi:10.1016/0167-2789(88)90081-4.
78. 1 2  Fraiwan, L., Lweesy, K., Khasawneh, N., Wenz, H. and Dickhaus, H. . Computer Methods and Programs in Biomedicine. 2012, 108: 10–19. doi:10.1016/j.cmpb.2011.11.005.
79. 1 2  沈跃, 刘慧, 谢洪波, 和卫星. . 江苏大学学报自然科学版. 2011, 32 (3): 325–329.
80. ↑  Weiss, B., Clemens, Z., Bódizs, R. and Halász, P. . Brain Research Bulletin. 2011, 84: 359–375. doi:10.1016/j.brainresbull.2010.12.005.
81. ↑  李谷, 范影乐, 李轶, 庞全. . 航天医学与医学工程. 2007, 20 (6): 458–463.
82. ↑  范文兵, 刘雪峰, 赵艳阳. . 计算机应用. 2017, 37 (z2): 318–321.
83. ↑  韩敏, 孙卓然. . 计算机应用. 2015, 35 (9): 2701–2705+2709.
84. ↑  Liu, H.; Xie, H.; He, W.; Wang, Z. . Data Acquisition and Processing. 2010, 25 (4): 484–489 （中文）.
85. ↑  Herrera, L.J.; Fernandes, C.M.; Mora, A.M.; Migotina, D.; Largo, R.; Guillen, A.;  et al. . International Journal of Neural Systems. 2013, 23: 901–373. doi:10.1142/S0129065713500123.
86. ↑  Tsinalis, O., Matthews, P.M. and Guo, Y. . Annals of Biomedical Engineering. 2016, 44: 1587–1597. doi:10.1007/s10439-015-1444-y.
87. ↑  Najdi, S., Gharbali, A.A. and Fonseca, J.M. . Camarinha-Matos, L., Parreira-Rocha, M. and Ramezani, J.  (编). . Springer. 2017: 191–200. doi:10.1007/978-3-319-56077-9_18.
88. ↑  Najdi, S. Gharbali A.A. and Fonseca J.M.Camarinha-Matos  L . Parreira-Rocha M. and Ramezani, J. . . Springer. 2017: 191–200. doi:10.1007/978-3-319-56077-9_18.